# 偶遇
《偶遇》（英語：An Encounter）是愛爾蘭作家喬伊斯的《都柏林人》短編小說之一。

## 故事內容
一群學生因為學校教育過於死板，打算逃學，於下每人存夠六便士，約好早上十點鐘在運河橋碰頭。他們付錢搭渡船過利菲河，買一些餅乾吃吃喝喝。下午回家時，在路邊看到一位老人，一隻手叉腰，一隻手拿著拐杖。他告訴這些學生“人一生最快樂的時光，無疑是童年的學校生活，他願不惜一切代價換回青春時光。”他又問“有沒有讀過托馬斯·莫爾的詩，司各特爵士和林登勳爵的作品。”老人又問他們誰的女朋友比較多，馬赫尼說自己有三個，第一人稱“我”這位主角則沒有。馬赫尼不客氣地問老人，「你自己有幾個？」那人依舊帶著微笑說，「我在你們這個年紀時就有一堆愛人了。」老人開始聊起了女孩，說她們全是可愛的。男主角聽得不耐煩，突然站了起來，假裝整理鞋帶，並向他告辭。這時他故作鎮定，其實是心跳加快，害怕被他抓住腳踝。